# Björn Goldschmidt
Björn Goldschmidt (Karlsruhe, 3 dicembre 1979) è un canoista tedesco, vincitore della medaglia di bronzo nel K4 1000 m ai Giochi olimpici di Pechino 2008.

## Palmarès
- Olimpiadi

Pechino 2008: bronzo nel K4 1000 m.
- Mondiali

2005 - Zagabria: argento nel K4 200 m.
2007 - Duisburg: oro nel K4 1000 m.
- Campionati europei di canoa/kayak sprint

Poznań 2005: bronzo nel K4 200m.
Račice 2006: bronzo nel K4 1000m.
Milano 2008: argento nel K4 1000m.